# Bob Forsch
Robert Herbert Forsch (né le 13 janvier 1950 à Sacramento, Californie, États-Unis, mort le 3 novembre 2011 à Tampa, Floride) est un ancien lanceur droitier au baseball. Il a joué dans les Ligues majeures de 1974 à 1989, principalement pour les Cardinals de Saint-Louis.
Il est l'un des rares lanceurs de l'histoire à avoir lancé deux matchs sans point ni coup sûr. Ken Forsch, de trois ans son aîné, et lui sont les seuls frères à avoir lancé des parties sans coup sûr dans les majeures.

## Carrière
Bob Forsch a joué pour les Cards de Saint-Louis de la saison 1974 au mois d'août 1988 et a terminé sa carrière en 1989 avec les Astros de Houston. Il a remporté 168 matchs, contre 138 défaites, et totalisé 1133 retraits sur des prises.
Durant sa carrière de 16 saisons dans les majeures, Bob Forsch a connu 11 saisons de 10 victoires ou plus, trois saisons d'au moins 15 victoires, et une saison de 20 victoires. En 1977, il présente une fiche de 20-7 avec 8 matchs complets.
Il a lancé deux matchs sans point ni coup sûr, le premier le 16 avril 1978 dans une victoire de 5-0 des Cards sur Phillies. Le second dans un gain de 3-0 sur les Expos de Montréal le 26 septembre 1983. Ses deux matchs sans coup sûr sont les seuls réussis dans l'histoire du Busch Memorial Stadium de Saint-Louis, le stade des Cardinals de 1966 à 2005.
Incidemment, son frère aîné Ken Forsch a également lancé un match sans coup sûr, pour Houston en 1979. Bob et Ken sont le seul duo de frères à avoir réussi cet exploit dans les ligues majeures.
En séries éliminatoires, il a maintenu un dossier de 4-2 en 12 apparitions, dont 5 départs. Il a pris part à trois Séries mondiales et a remporté avec Saint-Louis celle de 1982. Il lance un match complet et un jeu blanc dans le premier match de la Série de championnat de la Ligue nationale en 1982 alors qu'il n'accorde que trois coups sûrs aux Braves d'Atlanta.
Forsch s'est aussi distingué pour ses succès au bâton, approchant deux fois la moyenne de 300. Il a remporté le Bâton d'argent à la position de lanceur dans la Ligue nationale en 1980 et 1987, années où il a frappé pour 295 et 298.

## Carrière d'entraîneur
De 2009 à 2011, Forsch est l'instructeur des lanceurs des Mustangs de Billings, un club de recrues de la Pioneer Baseball League localisé dans l'État du Montana et affilié aux Reds de Cincinnati de la Ligue majeure. 

## Décès
Bob Forsch meurt d'un anévrisme le 3 novembre 2011 à Tampa, Floride, à l'âge de 61 ans. Cinq jours plus tôt, il avait effectué le lancer protocolaire du dernier match de la Série mondiale 2011 au Busch Stadium de Saint-Louis avant que les Cardinals remportent leur 11e titre, sur les Rangers du Texas.

## Vie personnelle
Forsch et son épouse Janice ont eu deux filles, Amy et Kristin.